# Andy Serkis
Andrew Clement "Andy" Serkis (Ruislip, Middlesex, Regne Unit, 20 d'abril de 1964) és un actor de cinema anglès, director i escriptor. És conegut pels seus personatges generats per ordinador com: Gollum a la trilogia El Senyor dels Anells (2001–2003) i The Hobbit: An Unexpected Journey (2012), King Kong (2005) i Caesar a Rise of the Planet of the Apes (2011) a més de Dawn of the Planet of the Apes (2014) i el de Capità Haddock a The Adventures of Tintin (2011) de Steven Spielberg.
El treball de Serkis en motion capture (captura de moviment amb sensors al cos) ha estat ben rebut per la crítica i se n'ha dit el padrí ("godfather of motion capture"). Serkis ha rebut un Empire Award, un National Board of Review Award, dos Saturn Awards i un Screen Actors Guild Award pel seu treball en motion capture.
Serkis també ha guanyat una nominació al premi Golden Globe pel paper d'assassí en sèrie Ian Brady al telefilm britànic Longford (2006); i va estar nominat al premi BAFTA pel paper de Ian Dury en el biopic Sex & Drugs & Rock & Roll (2010). El 2014, va ser confirmat dins el repartiment de Star Wars Episode VII: The Force Awakens, també té un paper a Avengers: Age of Ultron.

## Biografia
Serkis va néixer a Ruislip Manor al West London. La seva mare, Lylie (de cognom Weech), era anglesa i el seu pare, Clement Serkis, era un ginecòleg iraquià d'ètnia armènia. El cognom dels seus avantpassats era Sarkisian.
Serkis va estudiar arts visuals a la Universitat Lancaster i va escollir el teatre de segon tema.

## Filmografia
| Any  | Títol                                                                                              | Paper                                 | Notes                                                                                     |
| ---- | -------------------------------------------------------------------------------------------------- | ------------------------------------- | ----------------------------------------------------------------------------------------- |
| 1994 | Prince of Jutland                                                                                  | Torsten                               |                                                                                           |
| 1995 | The Near Room                                                                                      | Bunny                                 |                                                                                           |
| 1996 | Stella Does Tricks                                                                                 | Fitz                                  |                                                                                           |
| 1997 | Mojo                                                                                               | Potts                                 |                                                                                           |
| 1997 | Career Girls                                                                                       | Nick Evans                            |                                                                                           |
| 1997 | The Pale Horse                                                                                     | Sergent Corrigan                      | Telefilm                                                                                  |
| 1997 | Loop                                                                                               | Bill                                  |                                                                                           |
| 1998 | The Tale of Sweety Barrett                                                                         | Leo King                              |                                                                                           |
| 1998 | Among Giants                                                                                       | Bob                                   |                                                                                           |
| 1998 | Clueless                                                                                           | David                                 | Curtmetratge                                                                              |
| 1998 | Insomnia                                                                                           | Harry                                 | Curtmetratge                                                                              |
| 1999 | Topsy-Turvy                                                                                        | John D'Auban                          |                                                                                           |
| 1999 | Five Seconds to Spare                                                                              | Chester                               |                                                                                           |
| 2000 | Jump                                                                                               | Shaun                                 |                                                                                           |
| 2000 | Shiner                                                                                             | Mel                                   |                                                                                           |
| 2000 | Pandaemonium                                                                                       | John Thelwall                         |                                                                                           |
| 2000 | The Jolly Boys' Last Stand                                                                         | Spider                                |                                                                                           |
| 2001 | El Senyor dels Anells: La Germandat de l'Anell (The Lord of the Rings: The Fellowship of the Ring) | Gollum / Witch-king of Angmar         |                                                                                           |
| 2002 | El Senyor dels Anells: Les dues torres (The Lord of the Rings: The Two Towers)                     | Sméagol/Gollum/Snaga                  |                                                                                           |
| 2002 | The Escapist                                                                                       | Ricky Barnes                          |                                                                                           |
| 2002 | Deathwatch                                                                                         | Soldat ras Thomas Quinn               |                                                                                           |
| 2002 | 24 Hour Party People                                                                               | Martin Hannett                        |                                                                                           |
| 2003 | El Senyor dels Anells: El retorn del rei (The Lord of the Rings: The Return of the King)           | Sméagol/Gollum                        |                                                                                           |
| 2004 | Blessed                                                                                            | Father Carlo                          |                                                                                           |
| 2004 | 13 Going on 30                                                                                     | Richard Kneeland                      |                                                                                           |
| 2004 | Standing Room Only                                                                                 | Granny / Rastafarian / Hunter Jackson |                                                                                           |
| 2005 | King Kong                                                                                          | King Kong / Lumpy the Cook            |                                                                                           |
| 2006 | Extraordinary Rendition                                                                            | Lead Interrogator                     |                                                                                           |
| 2006 | Longford                                                                                           | Ian Brady                             | Telefilm Nominació − Globus d'Or al millor actor secundari en sèrie, minisèrie o telefilm |
| 2006 | Alex Rider: Operació Stormbreaker (Stormbreaker)                                                   | Mr. Grin                              |                                                                                           |
| 2006 | El truc final (The Prestige)                                                                       | Mr. Alley                             |                                                                                           |
| 2006 | Flushed Away                                                                                       | Spike                                 | Veu                                                                                       |
| 2007 | Muybridge                                                                                          | Erickson                              |                                                                                           |
| 2007 | Sugarhouse                                                                                         | Hoodwink                              |                                                                                           |
| 2008 | The Cottage                                                                                        | David                                 |                                                                                           |
| 2008 | Inkheart                                                                                           | Capricorn                             |                                                                                           |
| 2008 | Einstein and Eddington                                                                             | Albert Einstein                       | Telefilm                                                                                  |
| 2009 | Sex & Drugs & Rock & Roll                                                                          | Ian Dury                              | També productor executiu Nominació − BAFTA al millor actor                                |
| 2010 | Burke and Hare                                                                                     | William Hare                          |                                                                                           |
| 2010 | Death of a Superhero                                                                               | Dr. Adrian King                       |                                                                                           |
| 2010 | Brighton Rock                                                                                      | Mr. Colleoni                          |                                                                                           |
| 2011 | Rise of the Planet of the Apes                                                                     | Caesar                                |                                                                                           |
| 2011 | Arthur Christmas: operació regal                                                                   | General Elf                           | Veu                                                                                       |
| 2011 | Les aventures de Tintín: El secret de l'Unicorn (The Adventures of Tintin)                         | Capità Haddock / Sir Francis Haddock  |                                                                                           |
| 2012 | Wild Bill                                                                                          | Glen                                  |                                                                                           |
| 2012 | El hòbbit: un viatge inesperat (The Hobbit: An Unexpected Journey)                                 | Gollum                                | També director segona unitat                                                              |
| 2012 | The Spider                                                                                         | Everett                               |                                                                                           |
| 2013 | The Hobbit: The Desolation of Smaug (The Hobbit: The Desolation of Smaug)                          |                                       | Director segona unitat                                                                    |
| 2014 | Godzilla                                                                                           |                                       | Assessor captura de moviment                                                              |
| 2014 | Dawn of the Planet of the Apes                                                                     | Caesar                                |                                                                                           |
| 2014 | The Hobbit: The Battle of the Five Armies                                                          |                                       | Director segona unitat                                                                    |
| 2015 | Avengers: Age of Ultron                                                                            | Ulysses Klaw                          | També assessor captura de moviment                                                        |
| 2015 | Star Wars: The Force Awakens                                                                       | Supreme Leader Snoke                  |                                                                                           |